# Myriophacidium quercinum
Myriophacidium quercinum är en svampart som först beskrevs av S. Ahmad, och fick sitt nu gällande namn av P.F. Cannon & Minter 1986. Myriophacidium quercinum ingår i släktet Myriophacidium och familjen Rhytismataceae.   Inga underarter finns listade i Catalogue of Life.